# Niżnie Rzędowe Skały

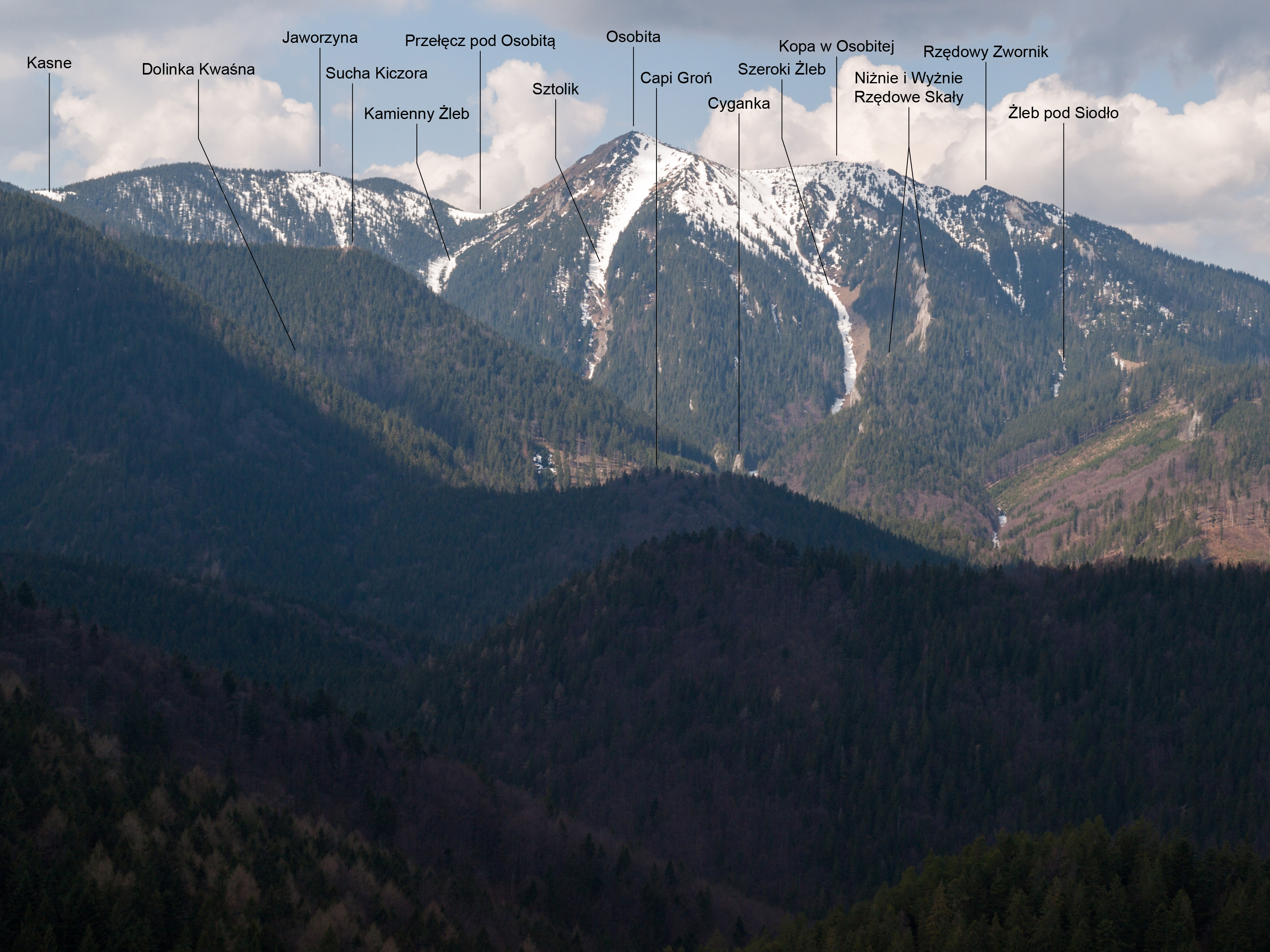
Masyw Osobitej. Widok z Turka

Niżnie Rzędowe Skały (słow. Dolné Radové skaly) – dolna część jednej z grani w masywie Osobitej w słowackich Tatrach Zachodnich. Grań ta opada z jej środkowego wierzchołka – Kopy w Osobitej (1617 m) w północno-wschodnim kierunku i jej górna część ma nazwę Wyżnie Rzędowe Skały. Niżej grań łukowato zakręca we wschodnim kierunku, przechodząc w Niżnie Rzędowe Skały. Wyżnie i Niżnie Rzędowe Skały oddzielają dwa żleby: Szeroki Żleb (patrząc od dołu po lewej stronie) i Żleb pod Siodło (po prawej stronie). Dolna część Niżnich Rzędowych Skał zmienia kierunek na północny, opadając stromo w widły tych żlebów.
Niżnie Rzędowe Skały zbudowane są ze skał osadowych (wapieni i dolomitów). Do Szerokiego Żlebu ich górna część opada długą gołą ścianą i turniami, część dolna jest mniej stroma i porośnięta lasem. Stoki opadające do Żlebu pod Siodło są mniej strome i całkowicie porośnięte lasem.